# Ivano Marescotti
Ivano Marescotti (Bagnacavallo, 4 febbraio 1946 – Ravenna, 26 marzo 2023) è stato un attore, regista teatrale e drammaturgo italiano.
Ha interpretato oltre settantacinque film per il cinema, lavorando con registi quali Anthony Minghella, Ridley Scott e Roberto Benigni (Johnny Stecchino e Il mostro), nonché Marco Risi, Pupi Avati, Sandro Baldoni, Maurizio Nichetti, Carlo Mazzacurati, Antonello Grimaldi e Klaus Maria Brandauer. La sua attività cinematografica gli ha portato 6 candidature al Nastro d'argento, che ha vinto nel 2004 per l'interpretazione nel cortometraggio Assicurazione sulla vita di Tommaso Cariboni e Augusto Modigliani.

## Biografia

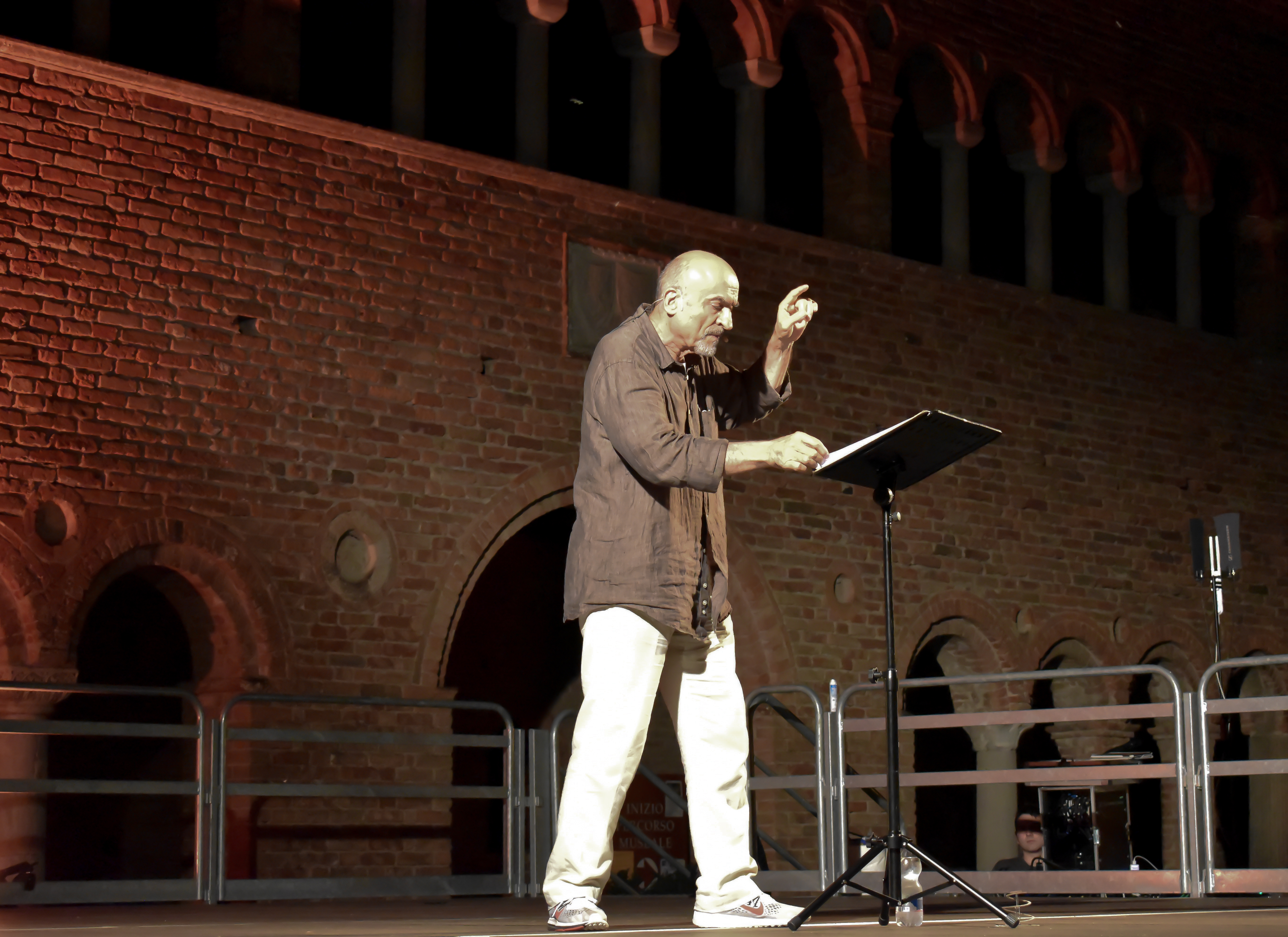
Da Rimini al mondo: il viaggio di Federico Fellini e Tonino Guerra, Emilia Romagna Festival, Abbazia di Pomposa nel 2020

Nato a Villanova (comune di Bagnacavallo, nella Bassa Romagna), da Speranza e Amleto Marescotti, dopo il diploma conseguito al liceo artistico Nervi-Severini di Ravenna lavora per dieci anni all'ufficio urbanistica del comune di Ravenna. Progetta di iscriversi all'università, poi nel 1981 prende la decisione definitiva: si licenzia ed intraprende l'attività teatrale. Lavora fra gli altri con Leo de Berardinis, Mario Martone, Carlo Cecchi, Giampiero Solari, Giorgio Albertazzi, Marco Martinelli. 

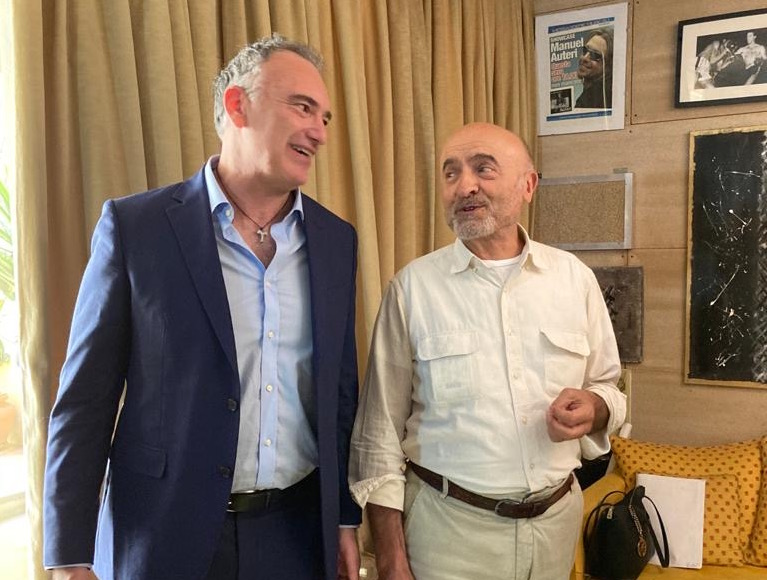
Ivano Marescotti con Rigel Bellombra nel 2020

L'esordio al cinema arriva nella seconda metà degli anni 1980. Nel 1989 Marescotti ottiene una parte anche nel film La cintura. Nello stesso anno l'incontro con Silvio Soldini, e la partecipazione al film L'aria serena dell'ovest, lo convincono a dedicarsi prevalentemente al cinema. Dal 1993 inizia un approfondito lavoro di recupero del romagnolo, tornando in teatro con i testi di Raffaello Baldini, per poi rileggere e riscrivere alla sua maniera grandi autori come Dante (Dante, un patàca ispirato alla Divina Commedia) e Ariosto (Bagnacavàl, una contaminazione tra il basso romagnolo e l'Orlando furioso).
Nel 1998 appare nel video di Ti lascio una parola Goodbye, canzone dell'album dei Nomadi Una storia da raccontare. Dal 2002 il Comune di Conselice gli assegna in gestione la programmazione del Teatro comunale dove, oltre a gestire un cartellone teatrale nazionale, progetta e produce i suoi spettacoli. Nel 2004 costituisce la Patàka S.r.l. con la quale gestisce le proprie proposte culturali, tra le quali Babe-Lé, coproduzione Italia/Francia/Ungheria, dove riunisce 10 tra i migliori attori e attrici da tutta Europa. Negli anni 2000 recita anche in produzioni internazionali, quali Il talento di Mr. Ripley di Anthony Minghella, Hannibal di Ridley Scott e King Arthur di Antoine Fuqua.
Nel 2006 è nel cast della fiction Rai Raccontami, nella quale interpreta un costruttore edile, Livio Sartori, che interpreterà anche nel secondo capitolo. Nel 2008 partecipa alla fiction I liceali per Mediaset nella parte del prof. Gualtiero Cavicchioli, e in Albakiara nel ruolo del Commissario Guidotti. Nel 2009 partecipa al film Cado dalle nubi, nel quale ricopre il ruolo di un leghista padre della ragazza che ha una relazione con Checco Zalone, il quale interpreta invece un meridionale trasferitosi al nord. Col comico e cantante pugliese reciterà ancora nel film Che bella giornata, uscito nel 2011, interpretando la parte di un colonnello dei Carabinieri.
Nel 2010 ha partecipato al cortometraggio Overbooking diretto da Michele Mortara. Nel 2011 incide, per le edizioni Zanichelli, i 100 canti della Divina Commedia di Dante Alighieri. Nel 2014 si candida alle Elezioni europee con la Lista Tsipras. In piena campagna elettorale la Rai cancella, a sua insaputa, dalla quarta puntata in poi delle sei in totale, le scene di Una buona stagione in cui compariva. Per questa ragione fa causa alla Rai. 
Ai bambini ha dedicato la sua ultima opera, Fuoriclasse. Poesie e canzoni per bimbi (Ed. Il Viandante, 2021), in cui interpreta le poesie di Rigel Bellombra. Il 10 febbraio 2022, tramite un post sulla sua pagina Facebook, annuncia la decisione di ritirarsi dalle scene per dedicarsi esclusivamente al «Teatro Accademia Marescotti», la sua scuola di teatro con sede a Ravenna. È morto il 26 marzo 2023, all'Ospedale Civile di Ravenna a 77 anni, a seguito di un cancro alla prostata con cui lottava da tre anni.

## Vita privata
Ivano Marescotti si era sposato tre volte: dalle prime nozze aveva avuto Mattia, morto nel 2009 a 43 anni per un tumore e il nipote Leonardo, nato nel 2003; in seconde nozze si era sposato con Ifigenia Faye Kanarà, da cui aveva avuto una figlia, Iliade, nata pure lei nel 2003. Iliade ha partecipato al 55º Zecchino d'Oro. Il secondo matrimonio di Marescotti è durato sedici anni; in terze nozze si era sposato con Erika Leonelli, sua ex allieva alla scuola di teatro "TAM" conosciuta nel 2017. Le nozze, con rito civile, si erano celebrate il 26 marzo 2022, un anno esatto prima della morte, nei locali dell'Ecomuseo delle erbe palustri di Villanova di Bagnacavallo, dove sono custoditi diversi manufatti della prima metà del XX secolo, alcuni dei quali realizzati dal padre dell'attore. La cerimonia si è celebrata in romagnolo.

## Filmografia

### Cinema
- Ladies & Gentlemen, regia di Tonino Pulci (1984)
- Ginger e Fred, regia di Federico Fellini (1986)
- La cintura, regia di Giuliana Gamba (1989)
- L'aria serena dell'ovest, regia di Silvio Soldini (1989)
- Il portaborse, regia di Daniele Luchetti (1991)
- Notte di stelle, regia di Luigi Faccini (1991)
- Il caso Martello, regia di Guido Chiesa (1991)
- Il muro di gomma, regia di Marco Risi (1991)
- La neve sul fuoco, episodio de La domenica specialmente, regia di Marco Tullio Giordana (1991)
- Johnny Stecchino, regia di Roberto Benigni (1991)
- Il richiamo, regia di Claudio Bondì (1992)
- Prova di memoria, regia di Marcello Aliprandi (1992)
- Quattro figli unici, regia di Fulvio Wetzl (1992)
- Gangsters, regia di Massimo Guglielmi (1992)
- Tra due risvegli, regia di Amedeo Fago (1993)
- Da qualche parte in città, regia di Michele Sordillo (1993)
- I pavoni, regia di Luciano Manuzzi (1994)
- Strane storie - Racconti di fine secolo, regia di Sandro Baldoni (1994)
- Il mostro, regia di Roberto Benigni (1994)
- Mario e il mago (Mario und der zauberer), regia di Klaus Maria Brandauer (1994)
- Italia Village, regia di Giancarlo Planta (1994)
- Dichiarazioni d'amore, regia di Pupi Avati (1994)
- Pasolini, un delitto italiano, regia di Marco Tullio Giordana (1995)
- A Dio piacendo, regia di Filippo Altadonna (1995)
- Italiani, regia di Maurizio Ponzi (1995)
- Il cielo è sempre più blu, regia di Antonello Grimaldi (1995)
- Jack Frusciante è uscito dal gruppo, regia di Enza Negroni (1996)
- Vesna va veloce, regia di Carlo Mazzacurati (1996)
- Luna e l'altra, regia di Maurizio Nichetti (1996)
- Acquario, regia di Michele Sordillo (1996)
- Messaggi quasi segreti, regia di Valerio Jalongo (1996)
- Sorrisi asmatici - Fiori del destino, regia di Tonino De Bernardi (1997)
- Consigli per gli acquisti, regia di Sandro Baldoni (1997)
- Asini, regia di Antonello Grimaldi (1999)
- 20 - Venti, regia di Marco Pozzi (2000)
- Il talento di Mr. Ripley, regia di Anthony Minghella (1999)
- La lingua del santo, regia di Carlo Mazzacurati (2000)
- Come si fa un Martini, regia di Kiko Stella (2001)
- Un delitto impossibile, regia di Antonello Grimaldi (2001)
- Hannibal, regia di Ridley Scott (2001)
- Brazilero, regia di Sotiris Goritsas (2001)
- La leggenda di Al, John e Jack, regia di Aldo, Giovanni e Giacomo e Massimo Venier (2002)
- Sei come sei, regia di Massimo Cappelli (2003)
- Bérbablù, regia di Luisa Pretolani e Massimiliano Valli (2004)
- Il vento, di sera, regia di Andrea Adriatico (2004)
- King Arthur, regia di Antoine Fuqua (2004)
- E lucean le stelle (The Moon and the Stars), regia di John Irvin (2007)
- Italian Dream, regia di Sandro Baldoni (2007)
- La giusta distanza, regia di Carlo Mazzacurati (2007)
- Lezioni di cioccolato, regia di Claudio Cupellini (2007)
- Albakiara - Il film, regia di Stefano Salvati (2008)
- Questo piccolo grande amore, regia di Riccardo Donna (2009)
- Cado dalle nubi, regia di Gennaro Nunziante (2009)
- Che bella giornata, regia di Gennaro Nunziante (2011)
- La vita facile, regia di Lucio Pellegrini (2011)
- Vacanze di Natale a Cortina, regia di Neri Parenti (2011)
- All'ultima spiaggia, regia di Gianluca Ansanelli (2012)
- Loro chi?, regia di Francesco Miccichè e Fabio Bonifacci (2015)
- Nobili bugie, regia di Antonio Pisu (2016)
- Il crimine non va in pensione, regia di Fabio Fulco (2017)
- Lovers - Piccolo film sull'amore, regia di Matteo Vicino (2017)
- A casa tutti bene, regia di Gabriele Muccino (2018)
- Un figlio a tutti i costi, regia di Fabio Gravina (2018)
- Oscar alla lezione, regia di Marco Serra Degani (2018)
- Michelangelo - Infinito, regia di Emanuele Imbucci (2018)
- Restiamo amici, regia di Antonello Grimaldi (2018)
- Bentornato Presidente, regia di Giancarlo Fontana e Giuseppe Stasi (2019)
- Tutto liscio, regia di Igor Maltagliati (2019)
- Bar Giuseppe, regia di Giulio Base (2019)
- Il conte magico, regia di Marco Melluso e Diego Schiavo (2019)
- Free - Liberi, regia di Fabrizio Maria Cortese (2021)
- Criminali si diventa, regia di Luca Trovellesi Cesana e Alessandro Tarabelli (2021)

### Televisione
- La neve nel bicchiere – serie TV (1984)
- Verkaufte Heimat – serie TV (1989)
- La piovra 6 - L'ultimo segreto, regia di Luigi Perelli – miniserie TV (1992)
- La piovra – serie TV, 6 episodi (1992)
- Una vita in gioco – serie TV (1992)
- Il giovane Mussolini – serie TV (1992)
- Piazza di Spagna, regia di Florestano Vancini – miniserie TV (1992)[senza fonte]
- Le château des oliviers, regia di Nicolas Gessner – miniserie TV (1993)
- I ragazzi del muretto – serie TV (1993)
- Ci sarà un giorno - Il giovane Pertini, regia di Franco Rossi – film TV (1993)
- Il mastino – serie TV (1997)
- Lui e lei – serie TV, episodio Il violino (1999)
- E poi c'è Filippo – serie TV (2006)
- Raccontami – serie TV (2006)
- Cuore di ghiaccio – film TV (2006)
- Chiara e Francesco – miniserie TV (2007)
- Il Pirata - Marco Pantani – film TV (2007)
- Nebbie e delitti 2 – serie TV (2007)
- Raccontami Capitolo II – serie TV (2008)
- Codice Aurora, regia di Paolo Bianchini – film TV (2008)
- I liceali – serie TV (2008-2011)
- Un medico in famiglia – serie TV (2013)
- Una buona stagione, regia di Gianni Lepre – miniserie TV (2014)
- Il restauratore – serie TV (2014)
- L'Oriana – serie TV (2015)
- Che Dio ci aiuti – serie TV (2014)
- Il bosco – serie TV (2015)
- Meraviglie - La penisola dei tesori[5] (2018)
- Stanotte a Pompei[6] (2018)
- Don Matteo – serie TV, episodio 11x22 (2018)
- Din Don - Il ritorno, regia di Paolo Geremei – film TV (2019)
- Màkari, regia di Michele Soavi – serie TV, episodio 1x02 (2021)

### Cortometraggi
- Il sorvegliante, regia di Francesca Frangipane (1993)
- Clinicamente fabbro, regia di Matteo Pellegrini (1997)
- Tourbillon, regia di Matteo Pellegrini (1997)
- Prima della fucilazione, regia Salvatore Mereu (1997)
- Pensaci, regia di Dario Barezzi (1998)
- La firma, regia di Stefano Landini (1998)
- Assicurazione sulla vita di Tommaso Cariboni e Augusto Modigliani
- Il mio ultimo giorno di guerra, regia di Matteo Tondini (2008)
- Ulisse Futura, regia di Enrico Masi e Stefano Croci (2011)
- Fine settembre, regia di Alessandro Tamburini (2011), esercizio del III anno del Centro sperimentale di cinematografia nel triennio 2008-2010
- Serenata, regia di Daniele Zanzari (2013)
- Sòle in casa, regia allievi del corso di regìa di Fulvio Wetzl (2014)
- La Fellinette, regia di Francesca Fabbri Fellini (2020)

### Doppiaggio
- Furio in Mani rosse

## Teatro
- Il labirinto (Armand Gatti), regia di Armand Gatti (1982)
- Bertoldo (Giulio Cesare Croce), regia di Lorenza Codignola (1983-84)
- Faust di Copenaghen (Elio Pagliarani), regia di Luigi Gozzi (1984)
- Il genio (Damiano Damiani e Raffaele La Capria), regia di Giorgio Albertazzi (1984-85)
- Amleto  di William Shakespeare (II edizione), regia di Leo de Berardinis (1985)
- La Tempesta di William Shakespeare (I e II edizione), regia di Leo de Berardinis (1986-87)
- Novecento e mille, testo e regia di Leo de Berardinis (1986-87)
- Delirio, testo e regia di Leo de Berardinis (1987)
- La signorina Else (Arthur Schnitzler), regia di Thierry Salmon (1987-88)
- L'alba sotto casa Steinberg (Alfonso Santagata), regia di Alfonso Santagata (1988)
- Teresa non sparare (Charles Durang), regia di Giuseppe Cederna (1989)
- Woyzeck (Georg Büchner), regia di Mario Martone (1989)
- Amleto (William Shakespeare), regia di Carlo Cecchi (1989-90)
- Zitti tutti (Raffaello Baldini), regia di Marco Martinelli (1993-95)
- Vizio di famiglia (Edoardo Erba), regia di Giampiero Solari (1995-96)
- Furastir (Raffaello Baldini), regia di Marco Martinelli (1996)
- I cani di Gerusalemme (Fabio Carpi e Luigi Malerba), regia di R. Cara e L. Quintavalla (1997)
- Dante, un patàca! (Ivano Marescotti), regia di Bruno Stori (1997-99)
- Carta Canta (Raffaello Baldini), regia di Giorgio Gallione (1998)
- Pinocchia (Stefano Benni), regia di Giorgio Gallione (2000)
- Don Camillo e Peppone (Giovannino Guareschi), regia di Lorenzo Salveti (2001-03)
- Bagnacavàl (Ivano Marescotti), regia di Elena Bucci (2002-03)
- Bellissima Maria (Roberto Cavosi), regia di Sergio Fantoni (2002-03)
- Il silenzio anatomico (Raffaello Baldini), regia di Ivano Marescotti (2003)
- Babe-lè (Ivano Marescotti, Luca Bottura, Simone Bedetti), regia di Ivano Marescotti (2004)
- Iter (caména, caména) (Ivano Marescotti), regia di Ivano Marescotti (2005)
- Pierino e il lupo (da Prokofiev) regia Ivano Marescotti (2007)
- Il migliore dei mondi possibili di e con Elena Bucci (2008)
- Metal detector (F. Gabellini) regia di Ivano Marescotti (2009-11)
- La Fondazione (Raffaello Baldini) regia di Valerio Binasco (Bologna 2012-16)
- Bestiale quel giro d'Italia (di Maurizio Garuti), regia Ivano Marescotti (2014-16)
- Chi non lavora non mangia di e con Ivano Marescotti (2015-16)
- Linguàza (vinart) di e con Ivano Marescotti (2003-2015)
- Recital di e con Ivano Marescotti (1992-2016)
- Da Rimini al mondo: il viaggio di Federico Fellini e Tonino Guerra, di e con Ivano Marescotti (2020)

## Riconoscimenti
- 1993 – Premio Miglior attore protagonista al Festival Sulmona Cinema per Il richiamo di Claudio Bondi.
- 1995 – Premio Casa rossa come miglior attore protagonista al Bellaria Film Festival per Strane storie di Sandro Baldoni.
- 1996 – Premio Cinema e società per la qualità delle interpretazioni negli ultimi anni.
- 1997 – Premio Walter Chiari per il cinema.
- 1998 – Premio Linea d'ombra al Festival di Salerno.
- 2007 – Medaglia d'oro Lectura Dantis dalla Società Dantesca di Firenze
- 2008 – Premio migliore attore protagonista per “Italian Dream” al festival di Santa Marinella, Roma.
- 2010 – Premio alla carriera Città di Riolo Terme per il cinema e il teatro.
- 2011 – Chiave d'oro alle Giornate Professionali di Sorrento per il film: “Che bella giornata”.
- 2014 – Premio Enriquez per il teatro. Miglior attore per “la Fondazione” di Raffaello Baldini.
- 2014 – Premio Dante Alighieri dalla Società Dante Alighieri, per la diffusione della cultura italiana nel mondo, Firenze
- 2015 – Premio Guidarello, Ravenna
- 2016 – Premio Università Bocconi
- 2021 – Premio Ermete Novelli, Bertinoro[7]

## Opere letterarie
- AA VV., Dal grande fiume al mare, Pendragon, 2003.
- Fatti veri. Racconti autobiografici, Whitefly Press, 2019.
- Ivano Marescotti, Rigel Bellombra, Fuoriclasse. Poesie e canzoni per bimbi, Ed. Il Viandante, 2021. (audiolibro)